# Egon Effertz
Egon Effertz (* 1940 oder 1941; † 17. März 1999) ist ein deutsches Todesopfer rechtsextremer Gewalt. Er wurde am 17. März 1999 in Duisburg von drei Neonazis ermordet.
Der 58-jährige Egon Effertz befand sich am Tag der Tat im Franz-Lenze-Park im Duisburger Stadtbezirk Walsum. Dort wurde der Frührentner von drei bekennenden rechten Skinheads zu Tode geprügelt. Das Opfer schrie um Hilfe, Fensterläden wurden geöffnet, es half jedoch niemand. Die Täter brachen ihm die Rippen und zertraten ihm den Kehlkopf. Egon Effertz wurde am nächsten Tag tot im Park aufgefunden.
Die drei Täter wurden drei Tage nach der Tat gefasst. Vor Gericht erklärten sie, dass sie aus purer Lust an der Menschenjagd auf Egon Effertz eingeschlagen hätten. Im September 1999 verurteilte das Duisburger Landgericht den 22-jährigen Haupttäter zu lebenslanger Haftstrafe. Er war zuvor bereits aufgrund rechtsextremer Umtriebe aus der Bundeswehr entlassen worden. Die beiden 20- bzw. 17-jährigen Mittäter erhielten Jugendstrafen von jeweils zehn und acht Jahren Haft. Jedoch sah das Gericht, ähnlich wie in mehreren weiteren Fällen in Duisburg, kein rechtes Motiv für die Mordtat.
Heute erinnert ein Gedenkstein mit der Inschrift Leben ohne Gewalt im Franz-Lenze-Park an Egon Effertz.